# Madison Waegenaire
Madison Waegenaire est une joueuse de football belge née le 22 juillet 1995.
Elle évolue au poste de gardien de but au Standard de Liège. Elle arrête sa carrière de joueuse en mai 2019.

## Palmarès
- Vainqueur de la BeNe Ligue en 2015
- Championne de Belgique en 2015, 2016, 2017
- Championne de Belgique D1 en 2016
- Championne de Belgique D2 en 2013
- Championne 1re provinciale Liège en 2014
- Vainqueur de la Coupe de Belgique U16 en 2011

## Statistiques

### Ligue des Champions
- 2016-2017: 1 match